# Gmina Międzyrzecz
Die Gmina Międzyrzecz [mʲɛnˈʣɨʒɛʧ] ist eine Stadt-und-Land-Gemeinde im Powiat Międzyrzecki der Woiwodschaft Lebus in Polen. Verwaltungssitz des Powiats und der Gemeinde ist die gleichnamige Stadt (deutsch Meseritz) mit etwa 18.300 Einwohnern.

## Geographie
Die Gemeinde liegt im Osten der Woiwodschaft etwa sechs Kilometer vor der Grenze zur Woiwodschaft Großpolen und etwa 40 Kilometer südöstlich von Gorzów Wielkopolski (Landsberg an der Warthe). Auf ihrem Gebiet von 315 km² liegen 30 Seen. In Nietoperek befindet sich ein Naturschutzgebiet.

## Geschichte
Bereits zu deutscher Zeit Kreisstadt, wurde Międzyrzecz im März 1945 Sitz eines Powiats. Das heutige Gemeindegebiet kam am 7. Juli 1945 zur Woiwodschaft Posen, 1950 zur Woiwodschaft Zielona Góra und 1975 bis 1999 zur Woiwodschaft Gorzów. Im Jahr 1975 wurde der Powiat aufgelöst und 1999 wieder eingerichtet.
Im Jahr 1997 wurde der Adler im Stadtwappen, der seit 1924 die preußischen Insignien trug, durch den polnischen ersetzt.

### Partnerschaften
Die Gemeinde ging von 1991 bis 2001 folgende Städte- und Gemeindepartnerschaften ein:
- Andrésy (Frankreich, 1997)
- Bad Freienwalde (Deutschland, 4. Mai 2001)
- Berliner Bezirk Charlottenburg-Wilmersdorf (Deutschland, 23. Oktober 1993)
- Halderberge (Niederlande, 1988)
- Haren (Deutschland, 24. Oktober 1991)
- Vlagtwedde (Niederlande, 24. Oktober 1991).

## Gliederung
In der Stadt-und-Land-Gemeinde leben mehr als 25.000 Einwohner. Zur Gemeinde Międzyrzecz gehören neben der Stadt 18 Dörfer mit einem Schulzenamt und weitere kleine Orte und Siedlungen (In Klammern Einwohnerzahl und deutsche Namen):
- Bobowicko (663) (Bobelwitz)
- Bukowiec (860) (Bauchwitz)
- Gorzyca (265) (Ober Görzig)
- Kalsko (647) (Kalzig)
- Kaława (352) (Kalau)
- Kęszyca Leśna (611) (Kainscht)
- Kuligowo (142) (Kulkau)
- Kursko (301) (Kurzig)
- Kuźnik (144) (Kupfermühle)
- Nietoperek (340) (Nipter)
- Pieski (253) (Pieske)
- Pniewo (285) (Osterwalde)
- Szumiąca (155) (Schindelmühl)
- Święty Wojciech (502) (Georgsdorf)
- Wysoka (196) (Hochwalde)
- Wyszanowo (274) (Wischen)
- Żółwin (114) (Solben)

Weitere Ortschaften ohne Schulzenamt sind:
- Brzozowy Ług (Johanneshof)
- Głębokie (Glembuch)
- Jagielnik
- Jeleniogłowy (Gumpertshof)
- Kęszyca (Kainscht)
- Kęszyca-Kolonia
- Kolonia Nietoperek
- Kolonia Żółwin
- Kwiecie (Hohenbirken)
- Lubosinek
- Łęgowskie (Wilhelmsthal)
- Marianowo (Marianowo)
- Międzyrzecz-Wybudowanie
- Rojewo (Rhyn)
- Skoki
- Wojciechówek
- Zamostowo (Samst)

## Museen
- Museum im Schloss von Międzyrzecz
- Feuerwehrmuseum „Oberst Leon Kiszmanowicz“ in Kęszyca Leśna.